# Екосистемна теорія еволюції
Екосистемна теорія еволюції — система уявлень і підходів до дослідження еволюції, які акцентують увагу на особливості і закономірності еволюції екосистем різного рівня — біоценозів, біомів і біосфери в цілому, а не таксонів (видів, родин, класів і так далі).
Положення екосистемної теорії еволюції базуються на двох постулатах:
- Природність і дискретність екосистем. Екосистема — реально існуючий (а не виділений для зручності дослідника) об'єкт, що являє собою територіально та функціонально відмежовану від інших подібних об'єктів систему взаємодіючих біологічних і небіологічних (напр. ґрунт, вода) об'єктів. Межі між екосистемами досить чіткі для того, щоб можна було говорити про незалежну еволюції сусідніх об'єктів.
- Визначальна роль екосистемних взаємодій у визначенні швидкості та напрямку еволюції популяції. Еволюція розглядається як процес створення і заповнення екологічних ніш або ліцензій.

Екосистемна теорія еволюції оперує такими термінами як когерентна і некогерентна еволюція, екосистемні кризи різного рівня.
Сучасна екосистемна теорія еволюції базується, в основному, на роботах радянських і російських еволюціоністів: В. А. Красилова, С. М. Разумовського, А. Г. Пономаренка, В. В. Жеріхіна та інших.

## Історія розвитку теорії
Обґрунтування статусу екології як науки було дано Ернстом Геккелем в 1866 р., а Чарлз Дарвін опублікував свою найславетнішу працю "Про походження видів … "в 1858 р., тобто незадовго до цього. Тим не менш, екологія і еволюційна теорія довгий час розвивалися незалежно.
Однією з перших спроб синтезу екології та еволюційного вчення зробив В. А. Красилов, який запропонував терміни когерентної і некогерентной еволюції, біосферної кризи і запропонував загальну схему екосистемної еволюції.
Важливий внесок у розвиток теорії вніс С. М. Разумовський, який проаналізував закономірності динаміки, розвитку та еволюції фітоценозів. Будучи геоботаніком, він розглядав розвиток і еволюцію саме фітоценозів, не загострюючи увагу на ролі тварин у біоценозах.
Подальший розвиток ідей Разумовського та Красилова здійснив В. В. Жеріхін, який детально описав крейдяну біоценотичну кризу, запропонував механізм генезу трав'яних біомів (степів, саван, прерій і т. д.) і опублікували велику кількість наукових і науково-популярних статей по темі.
На сьогоднішній день елементи екосистемного підходу використовують у своїх роботах багато дослідників еволюційного процесу.

## Вплив угруповань на еволюцію
Кожна популяція, взаємодіючи з іншими популяціями в рамках біоценозу, формує свою унікальну екологічну нішу. У зрілому угрупованні увесь доступний екологічний простір поділено між нішами популяцій даного угруповання. Таким чином, подальша еволюція може відбуватися тільки в напрямку спеціалізації в межах своєї ніші (когерентна еволюція): якщо в результаті еволюційної події особина опиняється за межами видової ніші, вона потрапляє в чужу нішу, зайняту свідомо більш конкурентоспроможним видом.
Результатом цього є наступні процеси:
- Уповільнення темпів еволюції;
- Зростання щільності упаковки ніш (нові види ділять одну, більш широку нішу предкового виду);
- Зростання ролі коадаптації і симбіотичних взаємодій.

Крім цього, зріле угруповання, як правило, виявляє помітний вплив на внутрішнє, ценотичне середовище, стабілізуючи його і, тим самим, сприяючи ще більшому уповільненню еволюції. Так, мікрокліматичні показники в лісі помітно відрізняються від таких для відкритої ділянки поверхні в бік стабільності.
Ослаблення внутрішньоценотичних зв'язків призводить до прискорення темпів еволюції, неузгодженості адаптацій (т. зв. некогерентна еволюція). Така ситуація характерна для:
- Зон постійних порушень, де зріле угруповання не може закріпитися (наприклад, береги водойм, що постійно підмиваються, осипи, зони антропогенних порушень тощо). У таких місцевостях формуються випадкові, т. зв. рудеральні угруповання рослинності й асоційовані з ними тварини.
- Процесу ценотичної кризи, коли в результаті еволюційно значимих, внутрішніх або зовнішніх подій зв'язки в біоценозі слабшають і угруповання зникає.

У разі зникнення одного з видів угруповання, коли звільняється певна ніша, в якій є ще невикористані ресурси, вона швидко заповнюється представниками якихось близьких видів, які в кінцевому підсумку починають виконувати функцію вимерлої популяції. У разі «розріджених угруповань», що характеризуються нестачею багатьох популяцій, необхідних для функціонування екосистеми (такі угруповання характерні, наприклад, для острівних екосистем), ніші займаються досить несподіваними «сурогатами»: так, протягом кайнозойської ери в випадку відсутності хижих ссавців функції наземних хижаків брали на себе бігаючі птахи (в тому числі — сови), ящірки (сучасний комодський варан), сухопутні крокодили і т. д. При появі спеціалізованих хижих ссавців ці види негайно зникали. Сучасним випадком такого заміщення вважається добре відомий випадок формування хижацтва у папуги кеа в Новій Зеландії при появі на островах завезених з Європи овець і формуванні ніші хижака.

## Біоценотичні кризи
Біоценотичною кризою називається ланцюг подій, внаслідок яких порушуються міжвидові зв'язки, угруповання втрачає цілісність, види, складові біоценоз, вимирають. У палеонтологічному літописі свідченням біоценотичної кризи є різке прискорення зміни таксонів, різке зникнення звичайних до цього форм, вибухоподібна поява нових форм.
Причиною біоценотичної кризи може бути:
- Зміна зовнішнього або внутрішнього середовища угруповання. Як правило, під цим мається на увазі швидка зміна параметрів клімату, солоності води, хімічного складу ґрунту тощо, або поява нового елементу спільноти в результаті міграції (наприклад, зміна біоценозів Північної і Південної Америк при появі Панамського перешийка).
- Внутрішня по відношенню до угруповання подія. Під цим розуміють або еволюційні придбання, що різко змінюють статус видів в рамках біоценозу (наприклад, виникнення коадаптації комах-запилювачів і квіткових рослин під час крейдяної біоценотичної кризи, коли різко підвищилася конкурентоспроможність квіткових і запилювачів), або вимирання одного з елементів угруповання. До внутрішніх подій також можна віднести випадання однієї з ланок сукцесії, в результаті чого неможливе нормальне відновлення клімаксного угруповання.
- Імпактний вплив: разова подія катастрофічного характеру, типу падіння метеорита, виверження вулкана тощо. Слід звернути увагу, що роль імпакту в розвитку біоценотичних криз вважається дуже незначною: деякі дослідники взагалі заперечують їх вплив на еволюцію, а деякі — припускають, що імпакт можуть виступати в ролі тригера, тобто запускати процеси руйнування в уже нестабільних угрупованнях.

Внаслідок біоценотичних криз в першу чергу вимирають, як правило, найбільш пристосовані і конкурентоспроможні в колишньому угрупованні види, оскільки вони найбільш жорстко адаптовані до умов зникаючого ценотичного середовища. На основі елементів колишнього угруповання, що залишилися, а також рудеральних угруповань починається некогерентна еволюція, що характеризується високим темпом, великим розмахом змін, раптовим виникненням і зникненням груп організмів, яка закінчується в міру заповнення ніш і формування стійкого ценозу.
Біоценотична криза може охоплювати різні рівні екосистем — біоценоз, біом, всю біосферу. Найбільшими біосферними кризами вважаються киснева катастрофа, кембрійський вибух, масове пермське вимирання, крейдяна біоценотична криза. В. В. Жеріхін вказує на деякі риси передкризової ситуації в умовах сучасного впливу людини на природу.

## Еволюція ценозів
Одним із наслідків екосистемної теорії еволюції є твердження, що екосистема може еволюціонувати як єдине ціле.
Виходячи з концепції чергування когерентної і некогерентної еволюції, стверджується, що екосистема може переживати періоди тривалого стабільного стану, який інколи переривається кризовими станами, внаслідок яких стара екосистема повністю руйнується, а на її місці виникає нова, що лише частково успадковує окремі елементи старої системи.
Слід розрізняти еволюцію ценозу і сукцесію, яка є повторюваним, запрограмованим процесом зміни угруповання.

## Ресурси Інтернету
- Огляд основних ідей і робіт за темою [Архівовано 16 січня 2013 у Wayback Machine.]